# Stalin-Denkmal (Prag)

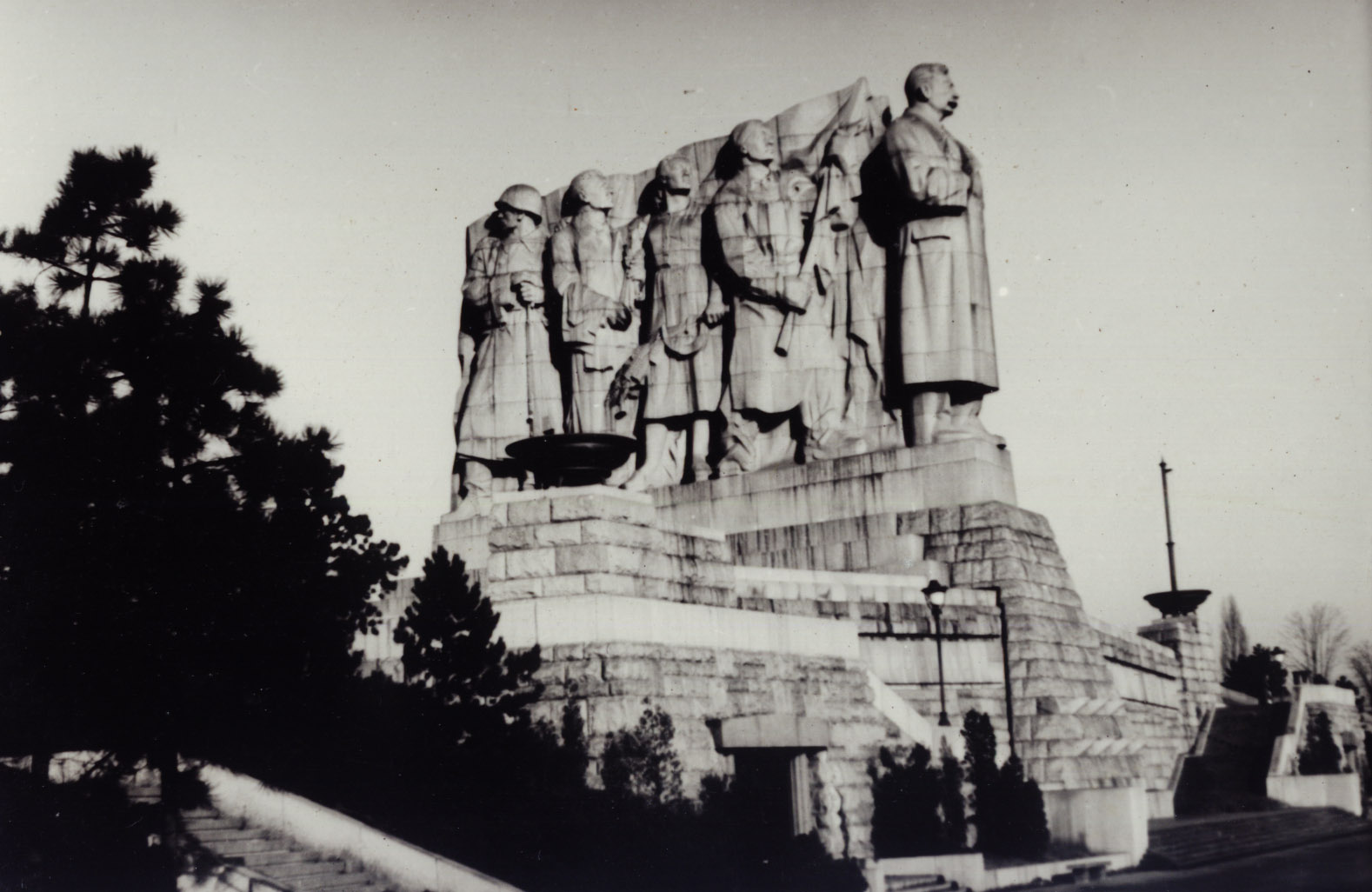
Das Stalin-Denkmal und der Sockel von Westen gesehen.

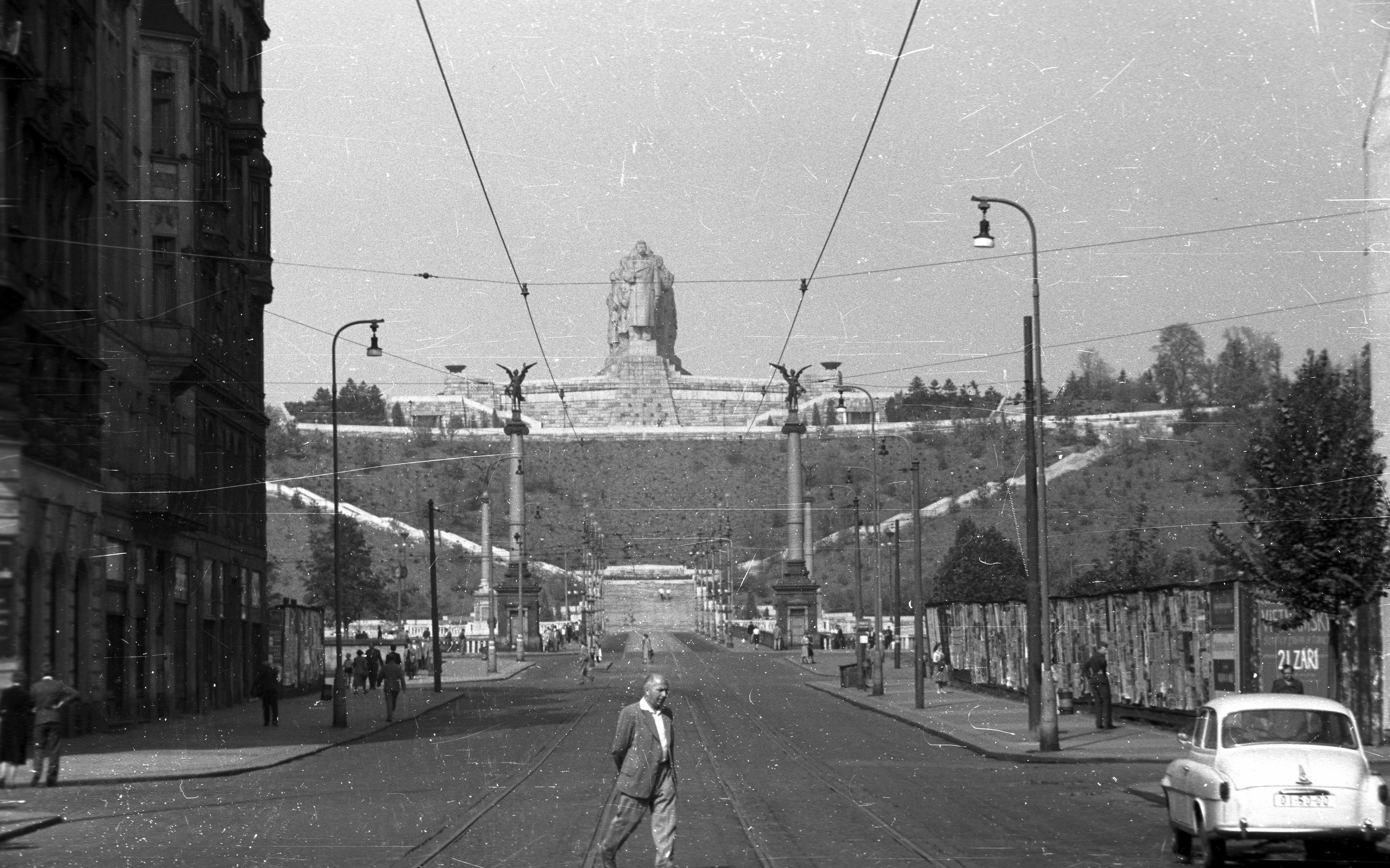
Denkmal von der Pariser Straße aus gesehen

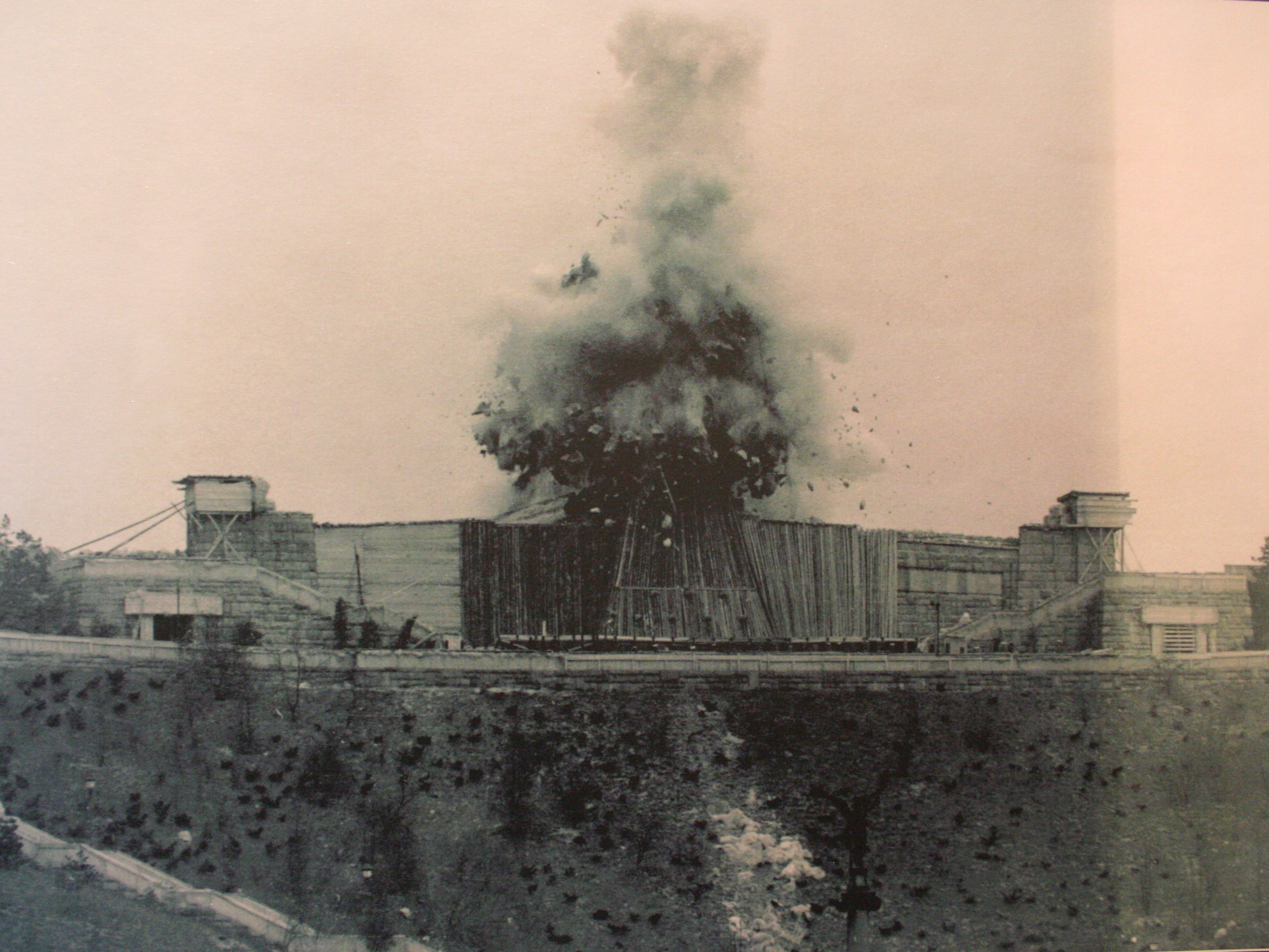
Sprengung des Denkmals im Jahr 1962.

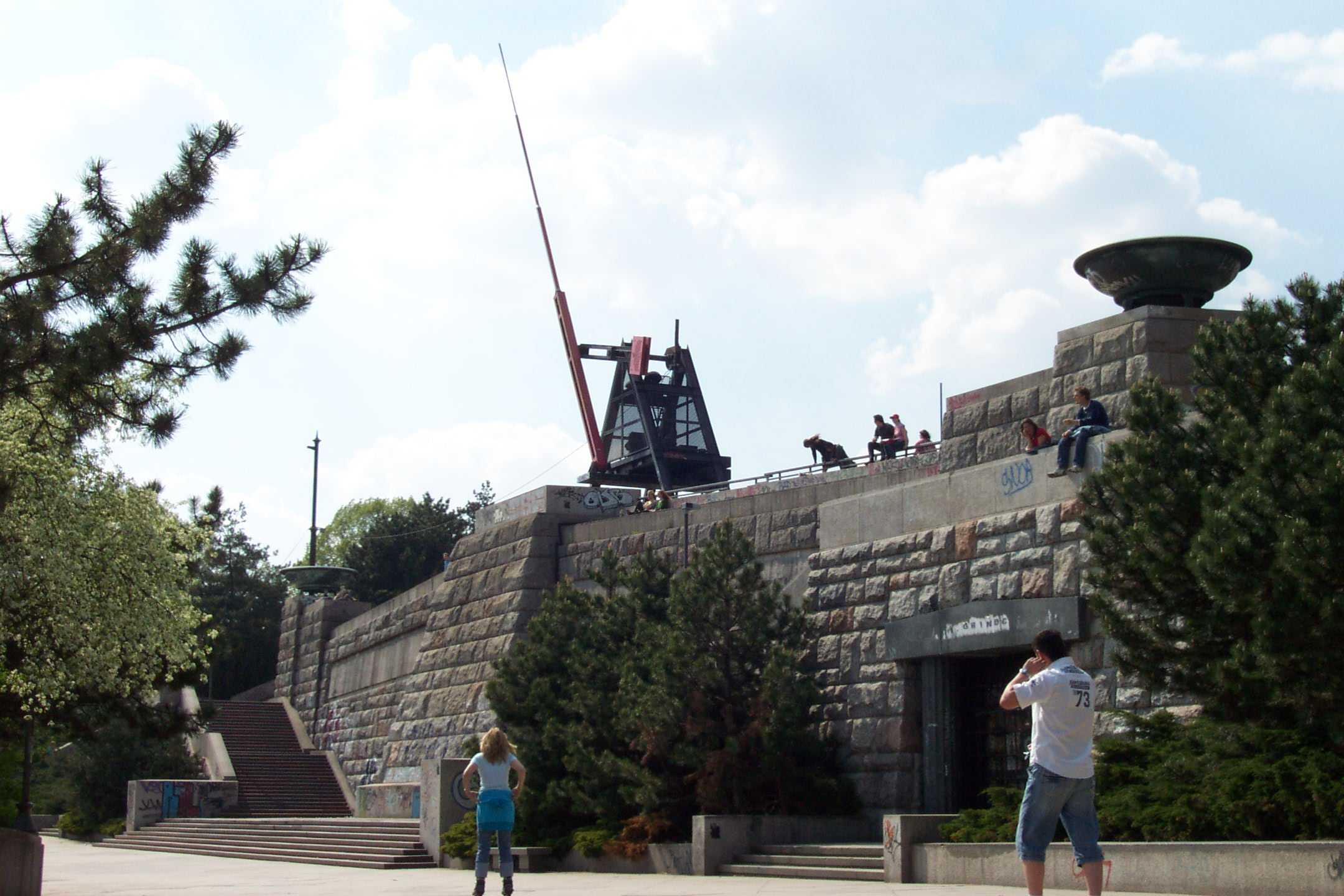
Zustand heute mit dem Prager Metronom.

Das Stalin-Denkmal (Stalinův pomník) in Prag wurde nach einer 5½-jährigen Bauzeit 1955 eingeweiht und 1962 gesprengt. Es war die weltgrößte Darstellung Josef Stalins.

## Geschichte
Das Denkmal wurde auf einem mit Granit verblendeten Betonsockel im Letná-Park errichtet. Das 15,5 Meter hohe und 22 Meter lange Denkmal stellte Stalin dar, hinter dem V-förmig in zwei Reihen je vier Figuren: Tschechische Werktätige beiderlei Geschlechts nebst einem wachsamen Soldaten, darunter ein sowjetischer als Befreier. Die Grundsteinlegung erfolgte am 22. Dezember 1949 durch Antonín Zápotocký und die Einweihung am 1. Mai 1955. Geschaffen wurde das Monument vom Bildhauer Otakar Švec und dem Architekten-Ehepaar Jiří Štursa (1910–1995) und Vlasta Štursová-Suková (1912–1982). Mit den beiden projektierte er noch in der Zeit vor der nationalsozialistischen Okkupation an derselben Stelle ein Monument für T. G. Masaryk. Švec erhielt Drohbriefe von tschechischen Bürgern und stand unter der Beobachtung der Regierung und der Geheimpolizei. Drei Monate vor der Einweihung nahmen er und seine Frau Vlasta Švecová, die ebenfalls am Projekt beteiligt war, sich das Leben.
Im Volksmund wurde das Denkmal im Hinblick auf die damalige schlechte Versorgungslage als fronta na maso verspottet – ein Wortspiel, das als „Warteschlange für Fleisch“ übersetzt werden kann.
Bei der Fertigstellung des Denkmals war die „Tauwetter-Periode“ bereits im Gange und im Jahr darauf begann die Entstalinisierung durch Nikita Chruschtschow. Für die Kommunistische Partei der Tschechoslowakei wurde das Riesendenkmal (12 × 20 × 15,5 m) immer mehr zum Problem. Schließlich wurde es 1962 ohne öffentliche Ankündigung durch die Armee mit 800 kg Sprengstoff und 1650 Zündern zerstört. Der Abriss des 17.000 Tonnen schweren Objekts kostete rund 4,5 Millionen Kronen, nachdem die Erstellung zuvor 140 Millionen tschechische Kronen verschlungen hatte.
1990 sendete aus einem Bunker in der Nähe des Fundaments der Piratensender Radio Stalin. Später wurde in diesem Bunker der erste Rockclub Prags eingerichtet. 1991 errichtete Vratislav Karel Novák auf dem Sockel des Denkmals ein riesiges Metronom. Auch für Werbeaktionen von Michael Jackson und Václav Klaus wurde die Anlage genutzt.
Über die Zukunft des Geländes ist noch nicht entschieden. Unter anderem wurde in den 2000er Jahren die Errichtung eines Aquariums vorgeschlagen. Der Sockel ist ein beliebter Treffpunkt von Skateboardfahrern.